# The Return (album)
Pour les articles homonymes, voir The Return.
Albums de Bathory
Bathory
(1984) Under the Sign of the Black Mark
(1987)
The Return...... ou sous son nom complet The Return of the Darkness and Evil, est le deuxième album de black metal du groupe suédois Bathory, sorti en 1985. Il a eu une influence sur des genres émergents tels que le black metal et le death metal.
Fenriz, batteur du groupe Darkthrone, le définit comme « l'essence du black metal ».

## Titres
1. Revelation of Doom (Intro) - 3:29
2. Total Destruction - 3:51
3. Born for Burning - 5:20
4. The Wind of Mayhem - 3:21
5. Bestial Lust (Bitch) - 2:42
6. Possessed - 2:40
7. The Rite of Darkness - 2:07
8. Reap of Evil - 3:28
9. Son of the Damned - 2:44
10. Sadist (Tormentor) - 2:58
11. The Return of the Darkness and Evil - 3:55
12. Outro - 0:22

## Line-up
- Quorthon : Guitare électrique, basse, chants, paroles
- Stefan Larsson : batterie
- Andreas Johansson : basse
- Gunnar Sillins : photographie